# بن السن
بن السن (انگلیسی: Ben Olsen؛ زادهٔ ۳ مهٔ ۱۹۷۷) یک مدیر ورزشی، مربی فوتبال و بازیکن سابق فوتبال اهل ایالات متحده آمریکا است.
او در حال حاضر سرمربی تیم هیوستون دینامو در لیگ برتر فوتبال است. اولسن بیشتر به خاطر همکاری طولانی مدتش با دی.سی. یونایتد، ابتدا به عنوان بازیکن و سپس به عنوان مربی شناخته شده است.
وی همچنین در تیم ملی فوتبال ایالات متحده آمریکا بازی کرده‌است.